# Veronica notabilis
Veronica notabilis är en grobladsväxtart som beskrevs av Ferdinand von Mueller och George Bentham. Veronica notabilis ingår i släktet veronikor, och familjen grobladsväxter. Inga underarter finns listade i Catalogue of Life.